# Super Extra Gravity
Super Extra Gravity es el sexto álbum de estudio de la banda de rock sueca The Cardigans, producido por Tore Johansson y publicado en octubre de 2005. Se publicaron los sencillos "I Need Some Fine Wine and You, You Need to Be Nicer" y "Don't Blame Your Daughter (Diamonds)" como soporte del disco.

## Lista de canciones
Toda la música compuesta por Peter Svensson; letras por Nina Persson y Nathan Larson, excepto donde se indique.
1. "Losing a Friend" (Persson) – 3:44
2. "Godspell" – 3:29
3. "Drip Drop Teardrop" (Persson) – 3:15
4. "Overload" – 3:18
5. "I Need Some Fine Wine and You, You Need to Be Nicer" – 3:33
6. "Don't Blame Your Daughter (Diamonds)" – 3:37
7. "Little Black Cloud" (Persson) – 3:26
8. "In the Round" – 4:17
9. "Holy Love" – 4:07
10. "Good Morning Joan" – 3:37
11. "And Then You Kissed Me II" – 4:01

## Créditos
- Peter Svensson - guitarra, voz
- Magnus Sveningsson -  bajo, voz
- Bengt Lagerberg - batería
- Lars-Olof Johansson - teclados
- Nina Persson - voz

## Sencillos
1. "I Need Some Fine Wine and You, You Need to Be Nicer" (8 de octubre de 2005, #59 Reino Unido)
2. "Don't Blame Your Daughter (Diamonds)" (6 de febrero de 2006, no publicado en el Reino Unido)